# آبشار آنجل
آبشار آنجل (به اسپانیایی: Salto Ángel) بلندترین آبشار دنیا به ارتفاع ۹۷۹ متر است که در میان جنگل‌های دورافتاده پارک ملی کانایما در ایالت بولیوار در جنوب شرقی کشور ونزوئلا جای دارد.
چون این آبشار در جنگل‌های انبوه قرار دارد، تا دهه ۱۹۳۰ که دولت ونزوئلا به جستجو با هواپیما نپرداخته بود، ناشناخته باقی مانده بود.
نام این آبشار برگرفته‌شده از نام جیمز آنجل، کاوشگر آمریکایی است که هواپیمای خود را نزدیک این آبشار بعد از شناسایی در سال ۱۹۳۵ میلادی فرود آورد.

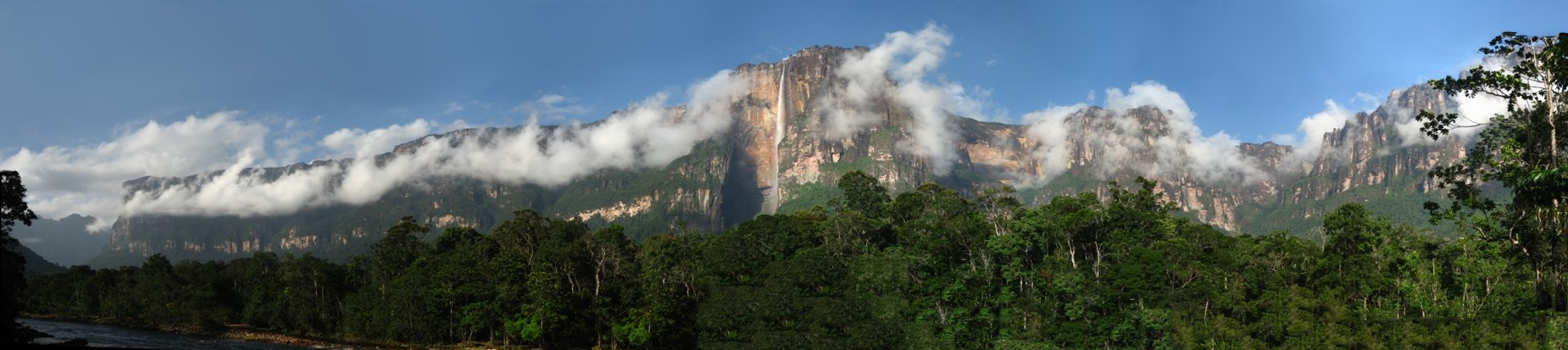
سراسرنمایی از آبشار آنجل

آبشار آنجل از شکافی در نزدیکی قلهٔ کوهستان آیا آنتی پویی به پایین سرازیر می‌شود. آب این آبشار از بارش‌های برف و باران در این منطقه تأمین می‌شود و به خاطر بارش‌های زیاد در ونزوئلا هیچ وقت خشک نمی‌شود؛ تنها در بعضی از فصل‌ها از شدت آب آن کاسته می‌شود. آب سرازیر شده از این آبشار در نهایت به رودخانه چورون می‌ریزد.